# بكج كت
بكج كِت (بالإنجليزية: PackageKit)‏ هو طقم من البرمجيات التطبيقية الحرة مفتوحة المصدر، صُمِّمَت لتوفير طبقة تجريد متناسقة وعالية المستوى لعدد من نظم إدارة الحزم المختلفة. أنشأ ريتشارد هيوز بكج كِت عام 2007، وقدم لأول مرة كتطبيق أساسي في مايو 2008 مع إصدار فيدورا 9.
يعد طقم بكج كِت متعدد المنصات، إلا أنه موجهة بشكل أساسي لتوزيعات لينكس التي تتبع معايير التوافق التشغيلي المحددة من قِبَل مجموعة فري دسكتوب.أورج، وتستخدم المكتبات البرمجية التي توفرها مشاريع دي-بس وبولكت من أجل التواصل بين العمليات وتفويض الصلاحيات على التوالي.
يطمح بكج كِت إلى تقديم تحديثات آلية دون الحاجة إلى الاستيثاق كمستخدم خارق (جذر)، مع إمكانية التبديل السريع بين المستخدمين، والتنبيهات المترجمة إلى اللغة المحلية المناسبة، وتوحيد الأدوات المشتركة بين جنوم وكيدي، وبالإضافة إلى برمجية موحدة لتوزيعات لينكس المختلفة.
على الرغم من استمرار صيانة بكج كِت، إلا أنه لم تطوّر أي ميزات رئيسية منذ حوالي عام 2014، وقد اقترح القائم على صيانة الحزمة أنه يمكن استبدالها بإضافات لأدوات أخرى، مثل فلاتباك وسناب مع تزايد شعبيتهما. ومع ذلك، لا تزال هناك حاجة إلى واجهة دي-بس لدعم إدارة الحزم على نظم الملفات القابلة للتعديل.

## معمارية البرمجية
يعمل بكج كِت كبرمجية نظام خفية نشطة تُسمى packagekitd، والتي تجرِّد الاختلافات بين النظم المختلفة. وتتيح مكتبة أخرى تدعى libpackagekit للبرمجيات الأخرى قابلية التفاعل مع بكج كِت.
تتضمن مميزات بكج كِت ما يلي:
- تثبيت الملفات المحلية، ووسائط حزم الخدمة، والحزم من المصادر عن بعد.
- التفويض باستخدام بول كِت.
- استخدام أدوات التحزيم الموجودة.
- الوعي بالأنظمة متعددة المستخدمين – حيث لن يُسمح بإيقاف التشغيل في الأجزاء الحرجة من العملية.
- برمجية نظام خفية نشطة تتوقف عن العمل عند عدم الاستخدام.

### الواجهات الأمامية

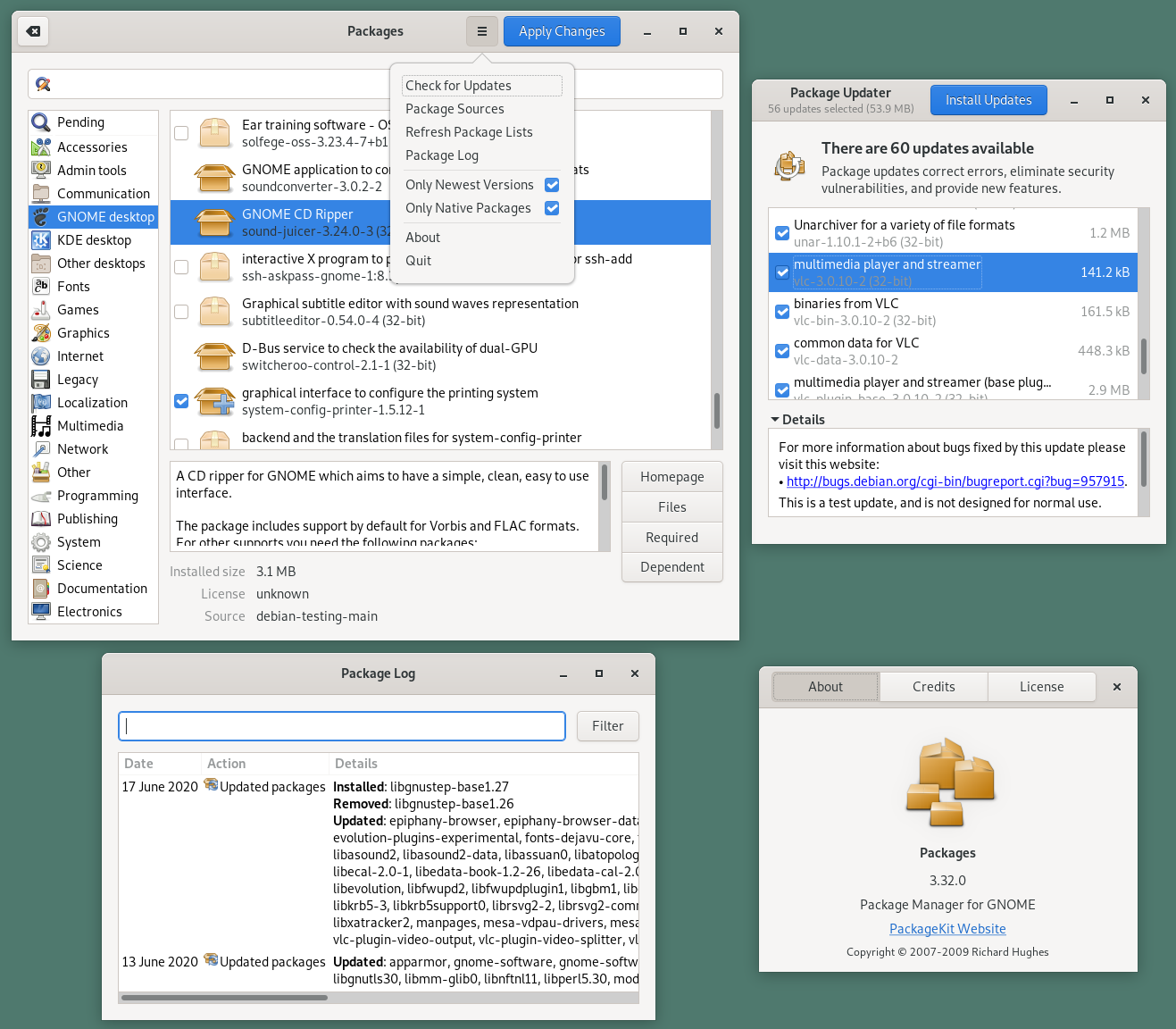
gnome-packagekit 3.32 (أصدر في مارس 2019)

- pkcon هي الواجهة الأمامية الرسمية لبكج كِت، وتعمل من خلال سطر الأوامر.[12]

واجهات مستندة إلى جتك:
- gnome-packagekit: هي الواجهة الرسومية الرسمية لبكج كِت. يمكن لهذه الواجهة معالجة كافة أنواع الحزم على عكس برمجيات جنوم، والتي تقتصر على التطبيقات وتفتقر للعديد من المزايا مقارنة بنظيرتها.
- برمجيات جنوم: هي أداة بسيطة لتثبيت وإدارة البرمجيات في لينكس. تعد هذه الواجهة جزءًا من تطبيقات جنوم الأساسية منذ جنوم 3.10.

واجهات مستندة إلى كيوت:

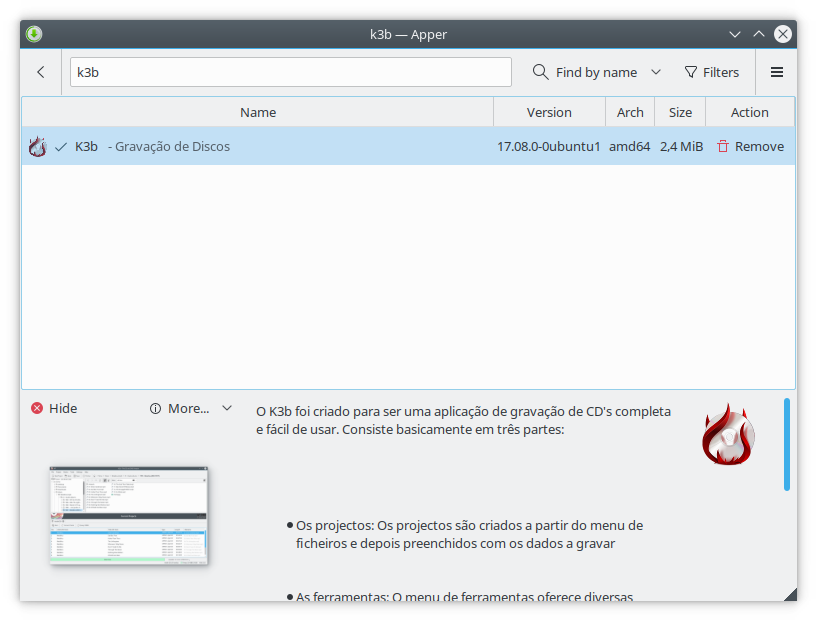
آبر
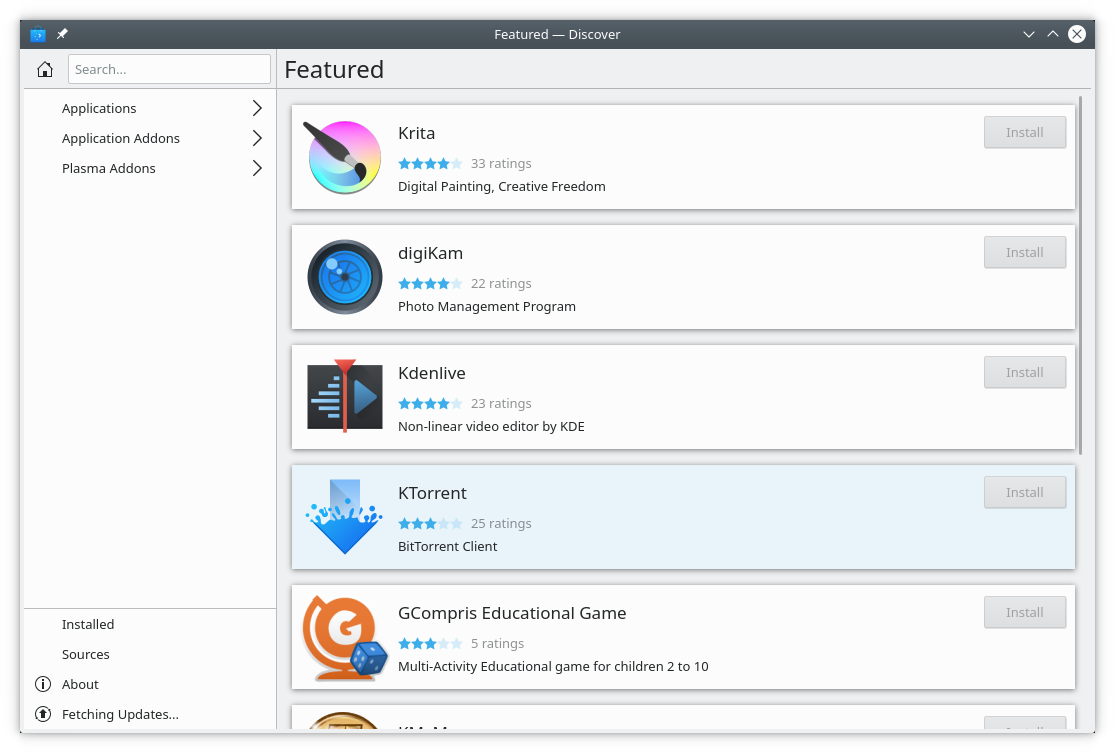
المستكشف

### الواجهات الخلفية
يدعم عدد من نظم إدارة الحزم المختلفة (والمعروفة باسم الواجهات الخلفية) طرقًا وإشارات مجردة متنوعة تستخدمها أدوات الواجهة الأمامية. وتشمل الواجهات الخلفية المدعومة:
- أداة الحزم المتقدمة
- كوناري
- دي إن إف[14][15]
- إنتروبي
- باكمان
- بايسي
- بورتاج
- أيه بي تي–آر بي إم
- يو آر بي إم آي
- يلو دوج أبديتر
- زايب

## وصلات خارجية
- الموقع الرسمي